# Synegia camptogrammaria
Synegia camptogrammaria är en fjärilsart som beskrevs av Achille Guenée 1858. Synegia camptogrammaria ingår i släktet Synegia och familjen mätare. Inga underarter finns listade i Catalogue of Life.